# 小販中心

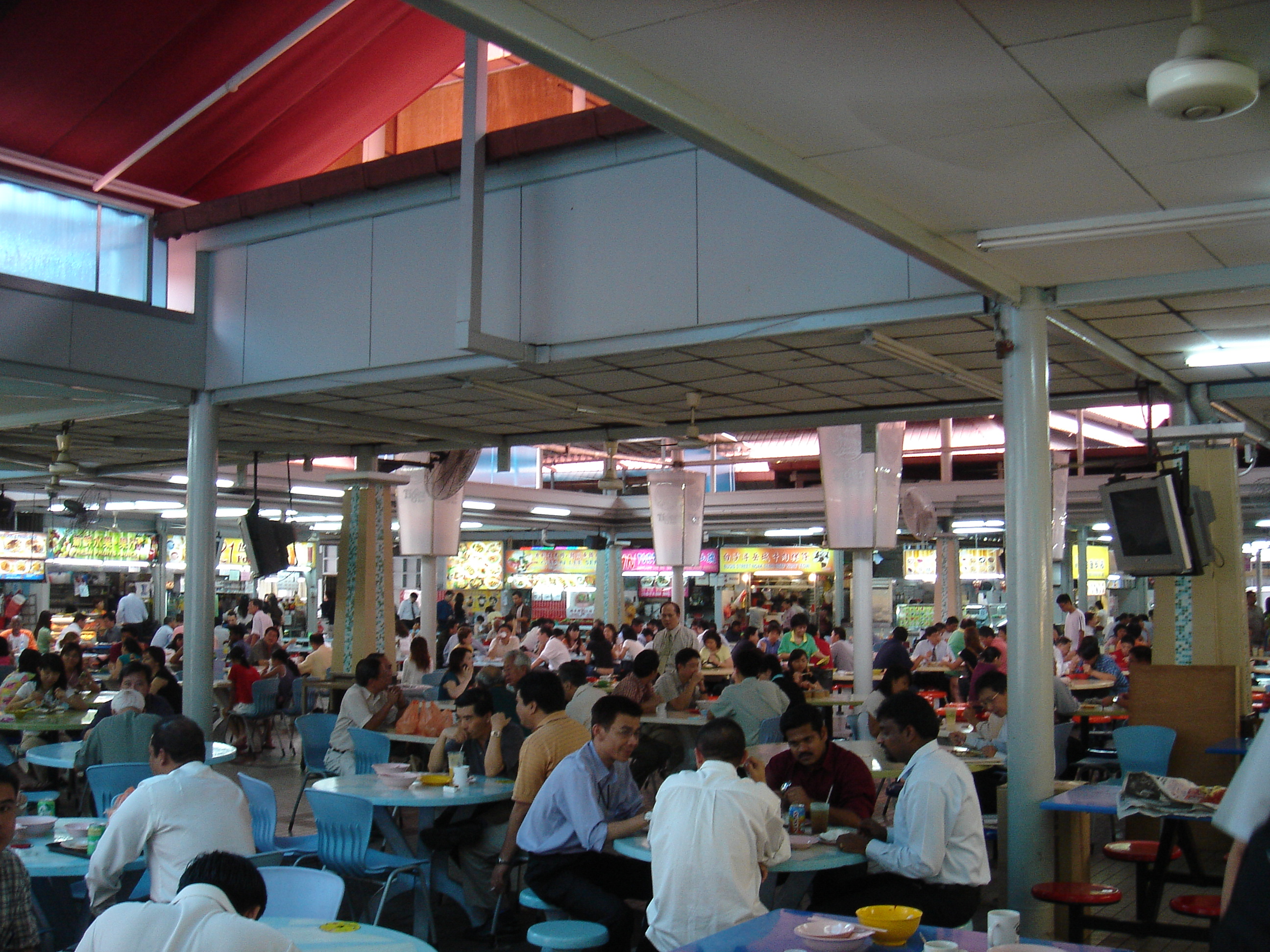
位於劳明达站（Lavender）的小販中心

小販中心（又稱熟食中心，英文：Hawker centre）是由政府興建的室外開放式飲食集中地，以東南亞熟食以及飲品為主，常见于新加坡的各大社区。一般小販中心建於組屋（公營房屋）或交通交匯處附近，尤其受到中下層民眾歡迎，性質和香港的大牌檔、冬菇亭或通常位於市政大廈內的熟食中心相近。概念类似的熟食中心也可见于港澳及马来西亚等部分国家和地区。
2020年12月6日，联合国教科文组织保护的非物质文化遗产政府间委员会正式宣布新加坡小贩文化被列入非物质文化遗产代表名录，成为新加坡历史上首个列入联合国教科文组织“非物质文化遗产代表名录”中的项目。

## 歷史
小販中心運作模式於1950年代至1960年代開始興起，當初是政府為對付街頭無牌熟食小販而興建的。當時的小販中心因為衛生情況惡劣而知名，但後來政府開始加強管制，熟食小販需要符合一定衛生條件方能領牌營業。1990年代後期，新加坡政府開始改建小販中心改善環境，並將英文名稱由“Hawker centre”改為“Food centre”。
新加坡的小販中心由新加坡永續發展與環境部屬下的国家环境局、建屋发展局以及裕廊集团共同管轄，但由国家环境局管理。
時至20世紀，新加坡的小販中心逐漸被美食廣場取代。美食廣場多數設於購物商場內部，而且備有空調系統，較室外的小販中心涼快舒適。
截至2016年，已有两个设于小贩中心的新加坡小贩摊位成为首批获得米其林星奖的街头食品小贩。这两个摊位分别是“香港醬油雞飯·麵”和“大華豬肉粿條麵”。

## 文化
民眾一般會先就坐，然後於桌上放置袋裝紙巾，以示座位已被佔據，再慢慢到攤檔選購食物及飲料。吃完后，民众会自行归还餐盘餐具到指定归还点。

## 著名小贩中心
下列为新加坡的一些著名小贩中心：
- 亚当路熟食中心
- 牛车水熟食中心
- 東海岸海鮮中心（英语：East Coast Seafood Centre）
- 芽笼士乃巴刹与熟食中心
- 美芝路的黃金熟食中心（Golden Mile Food Centre）
- 老巴剎美食广场（Telok Ayer Market）
- 麥士威路熟食中心（Maxwell Food Centre）
- 紐頓熟食中心
- 中峇鲁的錫安河畔食閣（Zion Riverside Food Centre）
- 樟宜村小贩中心